# Listă de legume
Legumele din această listă sunt clasificate după părțile lor comestibile.

## Floare
- Anghinare
- Broccoli
- Conopidă

## Frunză
- Andivă sau cicoare de grădină
- Cimbru
- Creson
- Lăptucă
- Leuștean
- Lobodă
- Măcriș
- Mărar
- Pătrunjel
- Tarhon
- Salată
- Spanac
- Ștevie
- Țelină
- Varză
- Varză de Bruxelles

## Fruct
- Ardei
- Bamă
- Castravete
- Dovleac
- Dovlecel
- Roșie
- Vânătă

## Păstaie
- Bob
- Fasole
- Linte
- Mazăre
- Năut
- Soia

## Tulpină, bulb, tubercul sau rizom
- Cardon (Pachycereus pringlei)
- Cartof
- Cartof dulce sau Batat
- Ceapă
- Ghimbir
- Gulie
- Hașmă
- Praz
- Revent sau rubarbă
- Sparanghel
- Țelină
- Usturoi

## Rădăcină
- Hrean
- Morcov
- Păstârnac
- Ridiche
- Ridiche neagră
- Scorțoneră
- Sfeclă
- Țelină